# Xperyment 2004–2007
Xperyment 2004–2007 – pierwszy solowy album Jacka Kuderskiego wydany w 2008 roku. Jest to zbiór 11 autorskich utworów z różnego okresu. Z założenia miał być to projekt studyjny, jednak wydanie albumu było poparte koncertami, podczas których Jackowi towarzyszył zespół Kid A. Za całą warstwę muzyczną i liryczną jak i za samą produkcję odpowiada Jacek Kuderski. Zdjęcie do okładki zrobił wraz z Wojtkiem Powagą, projekt okładki zrobił Darek Kocurek. Masteringu materiału dokonał Grzegorz Piwkowski.

## Lista ścieżek
1. Często gdy...
2. Powiedz mi
3. Gdzie to jest?
4. Samotność o zmierzchu
5. Nie oglądaj się za siebie
6. Teraz już wiem
7. Kiedy tak patrzysz
8. Zarozumialec
9. Krzywe lustro
10. Trudne pytania
11. Rolandsong

- Wszystkie utwory autorstwa Jacka Kuderskiego.